# Hugo Scherbaum
Hugo Scherbaum (* 28. Dezember 1872 in Gossengrün, Böhmen; † 12. April 1947 in Zell an der Ybbs) war ein österreichischer Politiker (GDVP), Hauptschullehrer und Schuldirektor. Scherbaum war von 1921 bis 1932 Abgeordneter zum Landtag von Niederösterreich.

## Werdegang
Scherbaum, geboren als Sohn des Gossengrüner Maurer- und Zimmermeisters Josef Scherbaum und der Eva, geb. Maier (einer Fabrikantentochter aus Neukirchen), absolvierte die Technische Hochschule in Prag und Brünn und arbeitete in der Folge für ein Bauunternehmen. 1897 trat er in den technischen Schuldienst in Fulpmes ein und war ab 1906 an der Fachschule für das Eisen- und Stahlgewerbe in Waidhofen an der Ybbs tätig. Die Schule wurde 1910 durch Vereinigung von vier Lehranstalten zu
einer Fachschule mit zusätzlichen kaufmännischen Kursen vergrößert, wobei Scherbaum in der Folge Direktor der Schule war. Scherbaum war zudem Autor mehrerer Fachbücher und wurde 1934 pensioniert.
Scherbaum vertrat die Großdeutsche Volkspartei zwischen dem 11. Mai 1921 und dem 21. Mai 1932 im Niederösterreichischen Landtag. 
1894 wurde er Mitglied der Burschenschaft Teutonia Prag und 1896 Ehrenbursche der Burschenschaft Libertas Brünn. In den 1890er Jahren wurde er zudem Ehrenmitglied der Burschenschaft Thessalia Prag.